# كورري فيديير
كورري فيديير (بالإنجليزية: Korey Veeder)‏ (3 أكتوبر 1991 بسانت بيترسبرغ في الولايات المتحدة - ) هو لاعب كرة قدم أمريكي في مركز الدفاع. شارك مع منتخب الولايات المتحدة تحت 17 سنة لكرة القدم ومنتخب الولايات المتحدة تحت 20 سنة لكرة القدم. أما مع النوادي، فقد لعب مع كولومبوس كرو وCrystal Palace Baltimore ‏ وNew York Cosmos (2010) ‏.

## وصلات خارجية
- كورري فيديير على موقع قاعدة بيانات كرة القدم.إي يو (الإنجليزية)